# Searsia tridactyla
Searsia tridactyla är en sumakväxtart som först beskrevs av William John Burchell, och fick sitt nu gällande namn av Moffett. Searsia tridactyla ingår i släktet Searsia och familjen sumakväxter. Inga underarter finns listade i Catalogue of Life.